# Osteomielitis

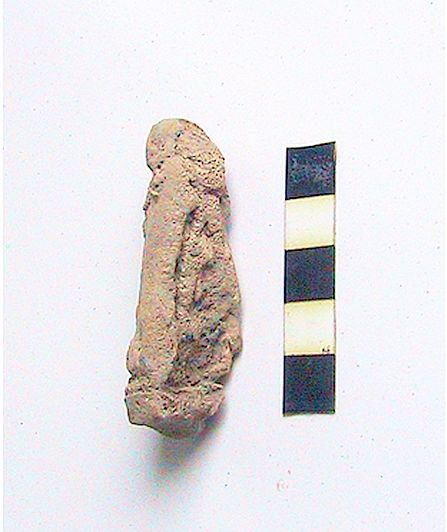
Osteomielitis en un dit de camèlid sud-americà. Cultura Moche (entre 400-750 AD)

Osteomielitis (deriva del grec: osteon, que significa os myelo- que significa medul·la, i -itis que significa inflamació, o OM) és una infecció i inflamació de l'os o de la medul·la òssia. El nom fou encunyat pel metge francès Auguste Nélaton (1807-1873), l'any 1844.
Es pot classificar basant-se en l'organisme que la causa (bacteris piogènics o no piogènics -micobacteris o micoplasmes-, virus, fongs o alguns paràsits) i la ruta, durada i localització anatòmica de la infecció.
Els casos d'osteomielitis secundària a tuberculosi disseminada han augmentat en les darreres dècades, a causa de les grans migracions de persones i dels estats d'immunodepressió derivats de les infeccions per VIH. El Mycobacterium tuberculosis acostuma a afectar les vèrtebres toràciques o toracolumbars (malaltia de Pott). Quan la infecció es presenta fora de la columna, forma abscessos freds -sovint amb càseum al seu interior- a costelles, estèrnum, pelvis o tíbies, que poden semblar tumors.
És coneguda l'alta incidència d'ostomielitis en persones amb anèmia falciforme. Les causes són diverses: focus de necrosi òssia isquèmica, fallida del sistema del complement o hipoesplenisme. Es especial, la reducció de la llum dels petits vasos intestinals comporta l'aparició de múltiples zones d'infart isquèmic al budell que faciliten la disseminació de diferents serotipus de Salmonella enterica (Salmonella typhimurium, Salmonella enteritidis, Salmonella choleraesuis i Salmonella paratyphi B). També s'han descrit en aquests malalts casos d'osteomielitis per Staphylococcus aureus i bacils entèrics Gram-negatius. S'ha observat algun cas d'osteomielitis diferida per Salmonella Stanley (un subtipus de salmonel·la present a vegades als cacauets) en malalts de talassèmia. L'osteomielitis per Salmonella és poc freqüent en persones prèviament sanes, sigui deguda a espècies tifoides o no tifoides. Mesos o anys després de patir febre tifoide poden sorgir focus osteomielítics, en especial a les vèrtebres i els ossos llargs.
En algunes ocasions, l'origen es relacionable amb procediments d'implant de materials protèsics ortopèdics.
No és infreqüent que el focus originari sigui una infecció bucodental. El metge suís Carl Garré descrigué l'any 1893 una forma particular d'osteomielitis esclerosant (anomenada també osteomielitis crònica amb periostitis proliferativa o periostitis ossificans), als maxil·lars de nens i adolescents, relacionada amb infeccions odontogèniques i càries. Excepcionalment, aquest tipus d'osteomielitis afecta les zones metafisàries dels ossos llargs d'adults.
L'osteomielitis crònica multifocal recurrent (OCMR, anomenada també osteítis crònica no bacteriana) és una malaltia autoinflamatòria que cursa amb brots d'inflamació òssia sense evidència de positivitat microbiològica. Si les lesions són múltiples, acostumen a ser simètriques i situades a les metàfisis (zona intermèdia dels ossos llargs); si bé es poden presentar a les vèrtebres, a les clavícules o a la pelvis. S'ha descrit algun cas d'OCMR a la mandíbula d'adolescents associada a piodèrmia gangrenosa, una malaltia de naturalesa autoimmune.
Amb tot, la major part de casos d'osteomielitis es deu a traumatismes de tipologia molt diversa. Les fractures obertes (exposades de fora a dins o de dins a fora), les fractures per projectils o explosions i les ferides penetrants contigües a l'os poden fàcilment cursar amb osteomielitis. Sovint, el procés es complica per una sobreinfecció causada per gèrmens resistents als antibiòtics.
De vegades, en osteomielitis cròniques que cursen amb fístules o ulceracions s'originen neoplàsies malignes de diferents tipus histopatològics, especialment carcinomes de cèl·lules escatoses. El mecanisme de malignització no es coneix del tot, si bé es creu que té relació amb un estat inflamatori de molt llarga durada (uns 50 anys de mitjana).

## Gèrmens causals
| Grup d'edat                                | Organismes més comuns                                                      |
| ------------------------------------------ | -------------------------------------------------------------------------- |
| Recent nascuts (menors de 4 mesos)         | S. aureus, espècies d'Enterobacter, i grup A i B espècies de Streptococcus |
| Infants (de 4 mesos a 4 anys)              | S. aureus, grup A Streptococcus, Haemophilus influenzae, i Enterobacter    |
| Nens, adolescents (de 4 anys a 15/19 anys) | S. aureus (80%), grup A Streptococcus, H. influenzae, i Enterobacter       |
| Adults                                     | S. aureus i ocasionalment Enterobacter o Streptococcus                     |
| Malalts d'anèmia falciforme                | espècies de Salmonella són comunes en pacients amb anèmia falciforme.      |

S. aureus és el responsable del 80% de totes les OMs humanes i el principal patogen causant d'infeccions ortopèdiques. Dit microorganisme té la capacitat de colonitzar la matriu òssia i d'envair els osteoblasts, fets que tenen un paper primordial en la persistència i recurrència d'aquest tipus d'OMs. La fibronectina (una glucoproteïna extracel·lular) actua com a pont entre el germen i l'osteoblast, ja que S. aureus presenta dues proteïnes que lliguen la fibronectina a la seva superfície (FnBP A/B) i la fibronectina connecta amb l'osteoblast a través de la integrina α5β1. El bacteri es pot mantenir viu en els osteoblasts durant molt temps i els osteoblasts envaïts per ell desencadenen respostes inflamatòries de naturalesa immune que acaben per ser cròniques i de difícil maneig. A les poques hores de ser internalitzat el S. aureus pels osteoblasts, aquests inicien una sèrie de canvis estructurals que influeixen en el curs i les manifestacions de l'OM. Els més rellevants comporten una sensibilitat disminuïda als antibiòtics capaços de penetrar en les cèl·lules envaïdes, fenomen que representa un problema important per erradicar el procés infecciós. Dues característiques particulars afavoreixen la cronificació de la malaltia i l'aparició de recidives: els osteoblasts morts, per lisi o manca de nutrients, mantenen la capacitat d'alliberar cèl·lules viables de S. aureus i aquestes cèl·lules alliberades poden infectar nous osteoblasts sans.
Segons investigacions fetes en cultius cel·lulars, es creu que la pèrdua de volum ossi que es produeix en les OMs per S. aureus és el resultat d'una deficient formació de la matriu de l'os infectat i del trencament de l'equilibri homeostàtic entre osteoblasts i osteoclasts.

## Tractament
L'osteomielitis sovint requereix teràpia perllongada amb antibiòtics. En casos molt greus, refractaris al tractament, amb gran destrucció de zones òssies o concurrència de malalties sistèmiques, s'arriba a l'amputació. Sovint, el peu diabètic cursa amb osteomielitis per extensió dels patògens des de les ferides infectades properes i la mala vascularització dels ossos secundària a la microarteriopatia diabètica, i és tributari d'una o més amputacions successives. En certs casos, l'oxigenoteràpia amb cambra hiperbàrica és un complement molt eficaç del tractament convencional.
La teràpia larval, àmpliament descrita per Larrey en casos de ferides de guerra necròtiques, fou millorada i aplicada en el tractament de les osteomielitis abans del descobriment dels antibiòtics, en especial després de la IGM. Actualment, emprant exemplars de dípters específics en condicions d'esterilitat i apòsits plàstics especials, el mètode encara dona bons resultats en osteomielitis cròniques greus refractàries al tractament convencional i sense possibilitats quirúrgiques.

## Registre fòssil
Els paleontòlegs estudien les evidències de l'osteomielitis en el registre fòssil. S'ha detectat en els dinosaures carnívors Allosaurus fragilis i en lleons del Pleistocé, en aquest cas relacionada amb problemes dentals. Com a curiositat, els experts creuen que les lesions osteomielítiques identificades a les falanges dels peus dels Allosaurus foren provocades per la infecció de ferides locals i no per disseminació hematògena, ja que és difícil determinar si dits animals eren de sang calenta, de sang freda o canviaven aquesta característica en funció de la temperatura del medi.
Els paleopatòlegs cerquen els signes de la malaltia en restes antigues no fòssils. Això permet identificar l'origen del procés infecciós, que moltes vegades fou traumàtic i que acostuma a presentar les característiques alteracions macroscòpiques i radiològiques que fan possible aquest diagnòstic. En altres casos, malgrat les evidències d'osteomielitis el focus primari d'infecció no és obvi, ja que vísceres i parts toves han desaparegut.